# (31606) 1999 GX4
(31606) 1999 GX4 est un astéroïde de la ceinture principale d'astéroïdes découvert en 1999.

## Description
(31606) 1999 GX4 a été découvert le 13 avril 1999 à Woomera (Australie par Frank B. Zoltowski.

### Caractéristiques orbitales
L'orbite de cet astéroïde est caractérisée par un demi-grand axe de 2,56 ua, un périhélie de 2,13 ua, une excentricité de 0,17 et une inclinaison de 2,61° par rapport à l'écliptique. Du fait de ces caractéristiques, à savoir un demi-grand axe compris entre 2 et 3,2 ua et un périhélie supérieur à 1,666 ua, il est classé, selon la JPL Small-Body Database, comme objet de la ceinture principale d'astéroïdes.

### Caractéristiques physiques
(31606) 1999 GX4 a une magnitude absolue (H) de 15,4 et un albédo estimé à 0,229.